# Антисемитизм в средневековой Руси
В отличие от Западной и Восточной Римской империи средневековая Русь была слабо знакома с иудейской традицией. Антииудаизм древнерусской литературы был абстрагирован от реальности. Евреи в Киевской Руси не представляли угрозы как религиозные конкуренты в связи с отсутствием прозелитизма в их среде и не обладали существенным демографическим присутствием; еврейская община в Киеве в начале XII века не была многочисленной и конкурентоспособной. По этим причинам антиеврейские акты являлись религиозными актами, а не экономико-политическими. В условиях заимствования Русью религиозных образцов отрицательное отношение к иудейской культуре было исходным. В то же время в отношении к иудаизму и иудеям в Руси предполагается относительная толерантность, подобно Византии и в отличие от западноевропейских стран.
Средневековая Русь была почти полностью закрыта для евреев. Опасения «ереси», которая якобы исходит от евреев, и традиционный христианский антииудаизм длительное время определяли враждебное отношение русского православия к евреям. Церковь подталкивала власти к антиеврейским акциям, включая поголовное истребление не желавших креститься евреев в завоёванных Иваном Грозным городах, а также к принятию указов, которые запрещали евреям въезд на территорию Московской Руси.
Богословски обоснованный антисемитизм («отвѣржение жидовьстѣ», по выражению «Повести временных лет»), опирающийся на толкование Новозаветных текстов, в условиях борьбы господствующего направления с ересью жидовствующих стал средой, в которой развился антисемитизм, направленный впоследствии против реальных евреев. Имевшиеся в средневековой письменности Руси образцы анитииудейской полемики в значительной мере способствовали преемственности идей об «отверженном Богом народе», находивших применение в антисемитской среде позднее.
Антисемитизм в Средние века существовал в двух смежных формах: религиозный антииудаизм («теологический» антисемитизм) и специфический «химерический» (Гэвин Ленгмюр) или «оккультный» (Джон Клир) антисемитизм. По вопросу о существовании химерического антисемитизма на Руси в ранний период существуют разные точки зрения.

## Письменные тексты
Масштабный, но не оригинальный корпус противоиудейских произведений (на Западе называемых лат. adversus Iudaeos) Руси создавался вне зависимости от проживания еврейских общин по соседству со славянскими книжниками. Антииудейская полемическая литература появилась в Киевской Руси вскоре после христианизации. Заимствованные староболгарские и византийские литературные образцы способствовали формированию подражательных и компилятивных жанров, вследствие чего возникло летописание, а затем и апологетические сборники. Появилось стремление обосновать благодать христианского просвещения. Антиеврейская полемика была обусловлена осознанием собственной истории и значимости в ней: Божия благодать по «отверженьи жидовьсте» перешла к христианам и была воспринята Владимиром Святославичем; «избранность» перешла к Православной церкви. Первые крестовые походы, которые завершились в 1099 году «освобождением» от мусульман Иерусалима, предположительно, способствовали распространению в христианском мире, включая Киевскую Русь, идеи об окончательном «отвержении жидовьсте». Позднее политическая раздробленность и монголо-татарское нашествие стали жизненными реалиями, которые потребовалось сопоставить с библейской историей некогда сильного и «избранного Богом» народа.
Евреи упоминаются в православной книжности преимущественно в связи с их «традиционным занятием», изучением Ветхого Завета или в приязке к пасхальным событиям, как в текстах литургии на основе евангельских Страстей Господних, в особенности по Евангелию от Иоанна. Тексты против «латынян» как с раннего периода древнерусской литературы, так и в конце XV — начале XVI века апеллировали к «видимому сходству» католиков и иудеев. В «жидовстве» обвинялись католики и позднее протестанты.
Антииудейские тенденции усматриваются в наиболее раннем известном оригинальном древнерусском литературном произведении «Слове о законе и благодати» Илариона середины XI века, хотя памятник не был специальным противоиудейским сочинением. Наличие резких антииудейских пассажей, по мнению Л. Мюллера, может свидетельствовать, что Слово могло служить собранием материалов для антииудейского полемического документа, но само по себе таковым не являлось, поскольку автор считал, что ушедший в прошлое иудаизм неактуален («иудейство бо преста, и закон отъиде», «Июдея млъчит»). Обвинения Иларионом евреев в богохульстве были хорошо известно христианским писателям и могли быть почти дословно заимствованы им из апокрифического «Никодимова Евангелия» («Деяний Пилата») или из другого источника, который восходил к той же основе. Другие примеры известны из евангелий (Мф. 12:24, Иоан. 8:14). Во фрагменте Слова Илариона: «Они же нарекоша сего <Иисуса> лестьца и от блуда рождена и о Велизѣвул бѣсы изгоняща» выделенная часть в рукописи Синодального собрания, № 591 (ГИМ) замазана чернилами; первая часть — из Мф. 27:63; последняя — из Мф. 12:24. В некоторых других трудах отцов церкви, которые были известны в славянском переводе, повторяются подобные утверждения, приписываемые евреям. Однако Иларион считает «Закон» и даже обрезание предпосылкой «благодати» в большей мере, чем многие другие богословы.
Экзегетические сочинения и сочинения мировой истории выстраивают линию Божиего провидения от Ветхого Завета и Иосифа Флавия до христианского Рима, в том числе Византии, и дальше на Русь. Эти тексты, например, «Речь Философа» в составе «Повести временных лет», обычно касаются еврейской проблемы в контексте пророчеств о Христе или «отпадения» от благодати еврейского народа, в том числе используя формулу средневековой поэтики «ubi est» («къде есть»)? — «где ныне жертва ваша, где святая святых, где земля ваша?». Чаще всего общим риторическим приёмом выступает: «Не разумеваеши ли, окаянный жидовине…», «Видишь ли, жидовине…», «Аще ли глаголеши, жидовине…» и др. То же приём применяется в поучениях, которые были созданы специально для нужд церкви, в также в комментариях к текстам, подобным Посланиям апостола Павла. Эти памятники имели риторическую цель. Речь в них не шла о взаимодействии с реальными евреями. Заимствованные примеры такого такой риторики читаются в «Толковании на Псалтырь» Исихия Иерусалимского и «Шестодневе» Иоанна Экзарха Болгарского.
Важным образцом для древнерусского летописания стала византийская Хроника Георгия Амартола. Памятник включает исторические описания событий, философские и богословские тексты, сведения из монашеской жизни и различные «свидетельства» (доказательства истинности) христианской веры. Значительная часть повествований о чудесах построена по традиционной сюжетной схеме. При этом язычники и иудеи уравниваются, а «избавителем» от беды, болезни, опасности, катастрофы всегда оказывается христианин, через которого совершается чудо и тем самым «заблуждающиеся» приходят к «истинной» вере. Часто встречаются споры о вере, в которых побеждает христианин благодаря совершающемуся чуду. Так в рассказе о епископе Сильвестре говорится, что иудей Замбрий желал доказать могущество своего Бога и произнёс его имя на ухо быку, который был «многымы мужи держим, уже всюду связан, лют и велик зело», после чего бык тотчас «успе и въздрю велми и, очима его искочившима, умре». Сильвестр в присутствии цесаря заявляет, что смерть быка не свидетельствует о всесилии имени иудейского Бога, поскольку «дьяволе есть имя умертвившаго вола», а именем Христа бык воскреснет, и он, «въздев руце на небо, с слезами сотворив молитву… рече: „Аз имя Твое призываю пред всеми людьми, Христе…“». Бык немедленно ожил, а иудеи стали просить их окрестить. Согласно другому рассказу некий «жидовин», стеклодув, узнал, что его сын с «детьми христианскыми идох в церковь их и ял, и аз отче, хлебы…», «вверже его в пещь стъкляную горящу». Однако, зная «беснование на отрочищь» своего мужа, мать отрока вошла в печь и вывела из неё невредимого сынв, поскольку «жена некаа… приде и погаси огнь…». Царём стеклодув приговаривается к смерти за его обращение с сыном и за отказ иудея принять христианство. Целью подобных рассказов было утвердить окончательную победу Христовой веры над детьми «рабскаго закона».
Близкие к тексту Илариона псевдоеврейские «дебаты», но исключительно в библейском контексте, читаются в «Слове на Святую Пасху» Кирилла Туровского (XII век): «Птенець бо отлетѣ, а безумни тщю гнѣзду присѣдять: Христосъ въскресе, а жерци и фарисеи стражем мьздять обольстити веляще Христово воскресение. О горе, языче грѣшен!», и позднее в «Слове на сошествие Святого Духа» Спиридона-Саввы, киевского митрополита конца XV века: «Вы же стражи умздисте многим златом, большаго нас сподобисте чудеси, укрытимняще Христово воскресение, камень знаменавше с кустодьею». Кирилл Туровский был восточнославянским гомилетиком, у кого чаще других представлены обвинения евреев Нового Завета. Эти образы встречаются только в его текстах, посвящённых Святой седмице и использующих в значительной мере литургические тексты, поддерживающие миф, согласно которому Иисус был предан смерти «евреями» как народом. В цитате из Спиридона-Саввы присутствует идея, что евреи не столько неспособны к постижению «истинности» христианства, что Иисус воскресает как Сын Божий, сколько сознательно отрицают «истину». В «Слове о небесных силах, чего ради создан бысть человек» начала XIII века, которое приписываемом Авраамию Смоленскому: «диавол… жыды научи распяти [Исуса]. фарисеи же и книжници ведуше яко сынъ божии есть, и завистию распяша его, и к кресту пригвожденъ бысть, и смерти вкуси ако человекъ». Однако этот мотив встречается в восточнославянской литературе редко.
В шести переводных проповедях («словах») против иудеев (Adversus Judaeos) Иоанна Златоуста, чтимого и широко читаемого византийского проповедника, представлена яркая антииудейская гомилетическая традиция, которая отражала образы постбиблейского еврейства. Древнеболгарский перевод одной из проповедей известен уже в Киевской Руси в составе сборника «Златоструй». Традиционное собрание шести проповедей Иоанна Златоуста стало известно к концу XIV века, в среднеболгарском флорилегии «Маргарит». Этот сборник был широко читаем вплоть до Нового времени. Иоанн Златоуст был наиболее влиятельным, но не единственным представителем этого гомилетического направления, получившего известность у православных славян. К Златоусту восходят отдельные образы восточнославянских противоиудейских сочинений. Григорий Цамблак, митрополит Литовский и всея Руси, оставил гомилетическое наследие, популярное во всех восточнославянских землях, хотя в Москве он сам считался отступником и лжемитрополитом. В заглавия некоторых его проповедей, в особенности на пасхальные темы, включены слова «и на иудея»; характеризуется традиционной и мягкой трактовкой образов, «еврейские сюжеты» — библейские.
Популярный апокриф «Хождение Богородицы по мукам», самый ранний русский список которого относится к XII веку, рассказывает о путешествии матери Богоматерь в ад и описывает мучения грешников. Богородица сострадает казнимым, плачет и желает разделить их участь. Когда же она приходит в место, где мучают христиан-вероотступников, убийц, кровосмесителей и евреев, распявших Иисуса, то произносит: «По делам их будя тако!».
«Хождение» новгородского архиепископа Антония (в миру Добрыня Ядрейкович) конца XII века, описывает путешествие к святым местам Константинополя и включает несколько ярких антиеврейских фрагментов.
Создаются первые, собственно антииудейские, тексты, «Толковая палея» и «Архивский (или „Иудейский“) хронограф» XIII века. Объясняя библейские тексты, составитель «Палеи» обращает внимание в основном на те места, которые, по его мнению, доказывали, что Ветхий Завет является прообразом Нового Завета. Обличение неуверовавших во Христа иудеев составляет основную идею, к которой сведены все толкования и рассуждения, и объясняет название памятника «Палея толковая яже на иудея». Составитель постоянно обращается к «жидовину», нередко с резкими укоризной и обличениями. Эти обращения имеются в «Откровении Авраама», «Заветах двенадцати патриархов» и в «Лествице» — в наиболее древних византийских текстах. Апокрифические сказания хорошо подходили основной цели «Палеи»: продемонстрировать преобразовательный смысл событий Ветхого Завета; большая часть из них основана на мысли, что Ветхий Завет являлся образом Нового Завета, и состоят из сопоставлений ветхозаветных событий и новозаветных. Антииудейский пафос «Толковой палеи» отражал идею победы христианства, доказывавшей преимущества новой веры и утверждавшей в новом «избранном» народе преемственность символики и пророчеств. Те же соображения, вероятно, легли в основу созданного в Литовском государстве «Архивского хронографа», а затем небольшой компиляции «Словеса святых пророк» со следами западнорусского языка.
Одну из основ антииудаизма христианской литературы составила замена содержания древнееврейских понятий «сын человеческий» и «помазанник», «спаситель» на новозаветные с определениями евангельского толка. Таким образом, Ветхий Завет предоставлял большое число «доказательств» истинности Нового Завета, которыми считаются многочисленные примеры употребления понятий «сын человеческий» и «спаситель» в Пятикнижии, Пророках и Писаниях, что позволяло утверждать «изначальность» евангельских образов — согласно «Толковой палее», «июдѣ и иже так мняше кривѣ. Постыдитес и вы и бляди и погибели своея. бохмиту вѣрующе, моиси оубо ясна тр[ое]цю гл[агол]ие, створи Б[о]г Адама по образу Б[ож]ью… виж же яко тр[ои]ца преже бяшеть… многа гл[аголе]хъ вамъ. и не могосте постигнута… слыши же оубо яко искони бѣ о[те]ць и с[ы]нъ и д[у]хъ зижали тварь», — а отказ «окаянных» принять христианство трактовать как «смертный грех», наказанием за который и стало «отверженье жидовьстѣ» — «Словесемь г[осподн]имъ н[е]б[е]са оутвердиша. и д[у]х[о]мъ оустъ его вся сила ихъ, вiжъ ты жидовине, как тi оуказываеть б[о]ж[ес]тв[е]ный д[а]в[и]дъ… Мы же оубо яснее васъ проповѣдаемь, яко въ трехъ собствѣхъ инъ едино Б[о]жьство…». Различия в ожиданиях пришествия Спасителя у иудеев и христиан привело к противопоставлению иудейского Машиаха христианскому Мессии. Апокалиптический образ «лжепророка», который гибнет вместе со «зверем багряным», с течением времени трансформировался в образ антихриста. Противопоставление христианского Спасителя «иудейскому антихристу» в древнерусской литературе впервые отражено в Изборнике XIII века: «якоже и мы по Даниловоу речению единого того же Сп[а]са, приходяща на облацѣхъ, а пьрвое пришьдъ яко роса на роуно, и въсели ся въ дѣвичю оутробоу. и роди ся и нарече имя емоу I[ису]съ Сп[а]съ. вы же Жидовине то пьрвохотящемоу ся родити. како емоу имя наречете, ономоу же не гл[агол]щю. азъ же рѣхъ. а я вы повѣдѣ. егоже вы чаете, Машика имя емоу, гл[агол]емый антихрьстъ, и родити ся емоу о[т] жены блоудница и нечисты, и тъ боудеть храмина сотонѣ. и родити ся в Каяьрнаоумѣ. и того чаемого ими Машиаака гл[агол]емаго антихрьста поставять его съ три м[е]с[я]цѣ. и вънидеть въ нь сотона. и начнеть люди моучити. и избьеть многы вероующая в с[вя]тоую троицю…». Эти оппозиции определили противопоставление «бывшего» избранного Богом народа — «Из[раи]лъ же мене не позна» — «истинно верующим» — «а мы далече его боудоуче познали». Выводом стал обвинительный акт против иудеев: «рекше языци и врази его полижють пьрсть. врази его соуть Жидове».
Своего рода продолжением «Толковой палеи», но отличающимся стилистически и функционально, стал полемический памятник «Словеса святых пророк», известное в науке также как «Пророчество Соломона».
В результате второго южнославянского влияния в литературу восточных славян вошёл ряд более или менее вымышленных византийских «стязаний» между христианами и иудеями, некоторые из которых с XVI века приобрели большую популярность, цитировались и дополнялись. В число этих памятников этих памятников входили греческий антииудейский трактат «Беседа Григория Омиритского с евреем Ерваном», присоединенный к Житию Григория — переведён на Афоне во второй половине XIV века, на Руси известен примерно с 1430 года); «Стязание бывшее вкратце в Иерусалимох» — переработано, предположительно, на Афоне, во второй половине XIV века из более раннего перевода, известно на Руси с конца XIV века. Вероятно, в то же время вошли в оборот «Книга Иакова», или «Поучение Иакова, новокрещенного из евреев» — предположительно, ранний южнославянский перевод — рассказывает о том, как в Карфагене в VII веке в царствование Ираклия происходило прение крещеного еврея Иакова с другими евреями, которые также были крещены, но насильно, и сомневались в истинности христианства; а также «Стязание Тимофея и Акилы», возможно, так же же древнее. К этому же перечню может быть отнесено «Сказание о двенадцати пятницах», сочинение, которое подозревалось в ереси, но широко читалось и имело относительную популярность в XV веке, — где особенно подчеркиваются «склонность к убийству» и «неверность» евреев, — и ряд других текстов.
В этих произведениях присутствуют еврейские законоучители, «первии», равви, «чистители», «архиереи», «книгчии», «чародеи», «прехитрии волсви» и послебиблейский «жидовский» царь Йемена.
Активно происходило распространение идей и текстов между Юго-Западной и Северо-Западной Русью. Рукописи свидетельствуют о раннем «расцвете» противоиудейских настроений, отчасти выраженных в одних и тех же текстах, но на одно-два поколения это происходит раньше в Юго-Западной Руси (Литовской Руси). Данное литературное явление начинается в конце XIV века, когда перерабатываются старшие тексты с целью пересмотра сведений о конце света, ожидавшемся в 1492 году, и о роли, предназначенной при конце света еврейскому анти-Мессии, Антихристу, из колена Данова. Эти тексты именуют его Ермолай (Hermolaos — Armilus) или Машиа(а)х / Машика. К числу таких текстов принадлежит литовско-русская редакция «Жития Андрея Юродивого», в которой использована утраченная противоиудейская компиляция, использовавшая в свою очередь «Поучение Иакова новокрещенного из евреев». Полемические «азбуки толковыя», цикл коротких текстов в форме акростиха, связанные с более ранними памятниками и со «Словесами святых пророк», также предвещают приход Ермолая-Машиаха.
Ранние антииудейские памятники стали основой борьбы с «жидовствующими» в Московской Руси и позднее использовались в религиозно-политической борьбе в рамках церковного раскола. Борьба с «ересью» содействовала переписыванию и применению текстов adversus Iudaeos, однако в использовании антииудейских сочинений против еретиков отмечено уменьшение их «еврейских» качеств.
В конце XV века в религиозной трактовке евреев усиливается резкость тона — в «Просветителе» Иосифа Волоцкого, «Послании на жидов и на еретики» около 1488 года ладожского инока Саввы и в «Слове на сошествие Святого Духа и против иудеев», предположительно, 1470-х годов, «лжемитрополита» Спиридона Киевского.
В последней четверти XV века, в особенности в 1490-е годы, ряд сочинений, ранее имевших ограниченное распространение, возникает в значительном числе списков, например, «Иерусалимское стязание», «Житие Грегентия» и отчасти «Поучение Иакова, новокрещенного из евреев». Эти памятники могли быть использованы в борьбе с «ересью», и их распространение могло быть следствием рекомендаций антиеретических кругов. В тот же период началось распространение «Толковой палеи» и полной редакции «Исторической палеи»; вырос интерес к «Житию Константина» и его «Прениям». Традиционные сочинения начинают использоваться иначе. Так, иноком Троицкого Сенновского монастыря Саввой в его «Послание на жидов и на еретики» (1488) были включены длинные дословные выдержки из «Слова о законе и благодати», которые перемежаются с ещё более длинными отрывками из «Толковой палеи». Анонимным автором толковой редакции «Слова о законе и благодати», созданной, предположительно, около 1480—1510 годов в Новгородской земле, и существенно переработавшей оригинал, были добавлены обращения к евреям и большие цитаты из «Словеса святых пророк», произведения, представленного полными русскими списками лишь около 1520-х годов и хорошо известного в Московской Руси. Толковая редакция «Слова о законе и благодати» включает, в частности его отрывок «Слово на июдея, о Пришествии Христове, яко родися от Девы Мариа плотию» начала XVI века. Считается, что именно этот комплекс догматов оспаривался новгородскими «еретиками».
В конце XV века в Северо-Западной Руси возникает также небольшое число отрывков из ранее известных памятников, к заглавиям которых добавляются слова «на иудея», но они не имели широкого хождения.
Один из наиболее последовательных противников «ереси» новгородский архиепископ Геннадий поручил большой группе переводчиков под руководством Дмитрия Герасимова выполнить полный перевод Библии с латыни, который был окончен в 1498 году. Затем были переведены западные антииудейские памфлеты «Иудейское безверие» («Доказательство Пришествия Христова, в нейже суть прекраснейши стязаниа июдеское безверие в православне вере похуляюще») Николая Делира (1501), книжника-библеиста XIII века, и «Совещание кратко» («Учителя Самоила Евреина на богоотметные жидове обличительно пророческими речами», 1504) о пришествии Мессии псевдо-Самуила из Марокко. Но эти тексты недолго интересовали восточнославянских книжников и переписывались относительно редко.
Православными реформистами было спровоцировано появление в XVI веке обширной полемической литературы, включая инвективу Максима Грека в отношении некоего «Исаака Жидовина, волхва и чародея и прелестника» (1517), большое число памфлетов Иосифа Волоцкого и др. Полемические сочинения Максима Грека, бывшего итальянского доминиканца, а затем афонского монаха, прямо затрагивающие тему иудаизма, входят в число ключевых антиеретических текстов в двух или трёх созданных им сводах 1530—1540-х годах. Часть этих трудов автор написал на греческом языке задолго до своего переезда в Москву. В одном его обличительном писании, призывая к снисходительному отношению к обычным преступникам, Максим утверждает, что в отношении неправославных следует поступать иначе, являя «Божию ярость велию и праведну», он требует казнить их, потому что евреи «распяли Емуже мы покланяемся… онижъ безпрестани кленутъ, Егоже мы день и нощь благословляемъ и славимъ со Отцемъ и Святымъ Духомъ. Соблюдите землю нашу чисту и невредну отъ таковыхъ бешеныхъ псовъ».
Борьба с «жидовствующими» отразилась в запретах на «неполезные» книги, к числу которых были отнесены многие тексты древнерусской письменности XIII—XIV веков. Иван Грозный в послании Стоглавому собору призывал защитить чистоту христианского учения от «душегубительный волк и от всяких козней вражеских», потребовав принять решения против чтения и распространения «богомерзких», «еретических» и «отреченных» книг. Из древнерусских антииудейских памятников в состав сборников и хронографов XVI—XVII веков вошли те произведения, которые затем использовались против «жидовствующих», а позднее получили перетолкование в рамках антимасонской и антисемитской литературы. «Охранительная» задача выполнялась в ходе масштабной работы по составлению «Великих Миней Четиих», которую начал новгородский архиепископ Макарием ещё в конце 1520-х годов. Около того же времени были созданы «Лицевой летописный свод», который включил «Иудейскую войну» Иосифа Флавия, и «Хронографическую толковую палею», куда вошла одна из редакций «Соломона и Китовраса».
Повествование о диспуте папы Сильвестра и с раввином Замврием перед лицом императора Константина Великого получила известность в Московской Руси с 1559 году и была включена в Степенную книгу и в Никоновскую летопись; единственный еврей стал многими («жидове»), пришедшими к турецкому «паше». Это рассказ получил также самостоятельное распространение в XVI—XVII веках. Подобные легенды, ранее известные только как часть крупных переводных памятников, таких как «Хроника Георгия Амартола», стали постепенно приходить с Запада и с христианского Востока. Антиеврейская позиция Ивана Грозного поддержана митрополитом Афанасием в официозной работе «Степенная книга царского родословия» 1560-х годов, где он с одобрением повествует об убийствах при взятии Полоцка и изгнании «богоубийственных» евреев из Литвы в 1495 году.

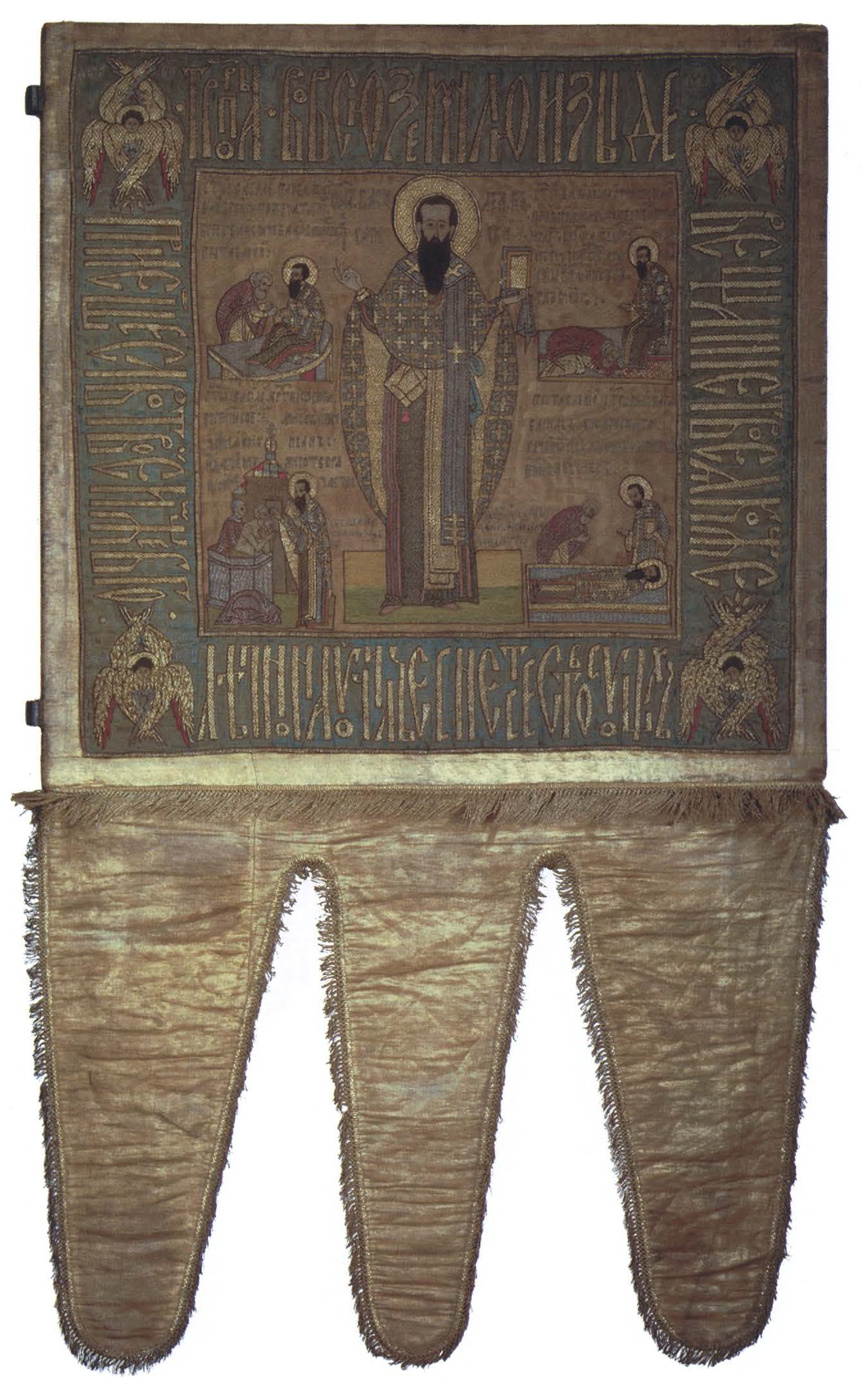
Хоругвь; средник вложен княгиней Евфросинией Старицкой в 1560-х годы в Соловецкий монастырь. Изображение: Василий Великий, рядом четыре композиции, представляющие «чудо о евреине Иосифе», враче, после чуда Василия уверовавшем и крестившемся

Князь Андрей Курбский разделял представления своего времени, в том числе цитировал александрийский анекдот о евреях-отравителях в 1560-е годы и приводил большое число еврейских параллелей и ссылок, полемизируя с неправославными христианами.
Некоторые православные монахи воспринимали Москву как «Третий Рим» и «Второй Иерусалим». Статус единственного хранителя истинной веры в мире апостасии сделал Русскую церковь единственным законным претендентом на звание «Нового Израиля».
В Литовском государстве до XVI века основной поток противоиудейской литературы не изменялся, в его составе преобладали византийские сочинения, которые распространились на этих землях в XIV—XV веках. Но эти произведения постепенно начали исчезать, как традиция, связанная с предрекавшими конец света текстами, получившая большое развитие в XV веке. Однако одно из основных произведений данной традиции, в целостном виде не сохранившееся, и известное только по цитатам в других памятниках, продолжало иметь хождение, и на его основе была создана новая компиляция — «Особное мовене до жидов под короткими словы от всих пророк о Христе», в конце 1570-х годов присоединеное как дополнение («Помоц») к тексту более раннего житийного «стязания» святого Грегентия с раввином Ерваном в списке влиятельного в это время Супрасльского монастыря. Вновь составленные литовско-русские антииудейские тексты в этот период почти отсутствуют до самого конца XVI века. В 1593 году во Львове было издано сочинение александрийского патриарха Мелетия Пегаса «О Христе благочестивом к иудеом ответ».
Как и раньше, в полемических памятниках против католиков и протестантов последние уподобляются евреям, им приписываются еврейские атрибуты. Примерами являются послания, написанные нестяжателем старцем Артемием, беглым игуменом Троице-Сергиевого монастыря, и труды священника Василия Острожского. Виленский книжник и проповедник Стефан Зизаний (1596) переосмыслил и перенаправил на католиков, протестантов и папу римского противоиудейские эсхатологические тексты пятнадцатого слова Кирилла Иерусалимского, которое посвящено наставлению новообращенных. Однако в рамках традиционных идей замены одного завета другим, одного избранного народа на другой также были созданы некоторые экзегетические сочинения, которые комментировали библейские тексты — «Толковая Псалтырь», «Поучительные евангелия» и др.
Во второй половине XVI века, согласно изысканиям Бориса Серова, западноевропейские антисемитские мифы проникли в среду православных богословов, но в новом направлении. Полемический литовско-русский сборник 1560-х годов описывает еврейскую Пасху как пародию на евхаристию, что может отражать представления об осквернении гостии, характерные для европейского Средневековья: «агньца знову жрут, мучат, бодут при своих обеднях. В посмех собе имают оного ангьца раз забитого и пожрена на отпущение грехов всех верных», что даёт ранний пример химерических антиеврейских мифов. В течение XVI века знание Талмуде встречается очень редко, что говорит против реального богословского противостояния с иудеями; «талмуд, сиречь толкование закона» был известен для немногочисленных читателей сочинений Николая Лирского и, предположительно, упоминался в начале XVI века полоцким учёным Франциском Скориной в качестве одной книг на халдейском (арамейском) языке. Талмуд был «представлен» и получил широко освещение только в сочинении «Мессия правдивый» 1669 года, написанном Иоанникием Галятовским.
В XVII веке в Московскую Русь вместе с общим притоком западных литературных памятников с Запада пришли рассказы в стиле эпохи Возрождения, представлявшие новые, светские стереотипные образы евреев. Так, в московской редакции польской повести («Повесть о некоемъ купце Григории, како хоте его жена с жидовиномъ уморити»), повествуется о том, как римскому «жидовину», он же — «чародей злой», дьявол внушил соблазнить замужнюю женщину и извести её мужа при помощи магии, заставив её выстрелить в восковое изображение супруга, изготовленное для этого.

## Социальные проявления
Жизнь и деятельность евреев на Руси и их связи с христианами известны существенно хуже, чем антиеврейская литература, и имели мало общего с последней. Не прослеживается соответствия между ранней древнерусской литературой и еврейской историей, образ еврея в этих произведениях соответствует образам библейских евреев или евреев межзаветной литературы.
Вероятность зависимости восточнославянского антииудаизма от «воспоминаний» о владычестве над славянами хазар крайне мала. Связь лексем «хазары» и «евреи» в христианской литературе средневековой Руси является очень расплывчатой. Известия об изгнания евреев из пределов раннесредневековой Руси, например, в 1010 году и при Владимире Мономахе в XII века недостоверны. Неприязнь Владимира Мономаха к евреям и нетипично положительное отношение к ним Святополка Изяславича представляют собой околонаучные мифы, созданные в том числе при участии историка XVIII века Василия Татищева.
Для Руси в период примерно 988—1400 годов нет свидетельств активного открытого противостояния иудаизма и христианства. Открытые дебаты с представителями других религий были чуждым явлением, противоречащим православной культуре и, за редким исключением, неизвестным по источникам. Предположительно, полемические антииудейские древнерусские тексты типа «Толковой палеи», не были изначально предназначены для реальной полемики с иноверцами. Тем не менее эти сочинения читались и имели духовное применение вне связи с прениями о вере. Как свидетельствуют известные списки азбуковников с перечнями ветхозаветных имен и слов, среди киевских и, позднее, московских книжников не было тех, кто изучал древнееврейский язык. Иоанн II и Георгий, киевские митрополиты XI века, бывшие греками по происхождению, в своих следовавших византийской традиции канонических ответах игумену Герману и Якову Черноризцу отмечали недопустимость какого-либо общения христиан с евреями, что в повседневной жизни не могло исполняться. Предположительно, светское и церковное, в особенности монашеское, отношение к евреям не совпадало. Постоянно живших на Руси евреев терпели, в Киевской Руси и несколько позднее не известно погромов (кроме раннего Киевского 1113 года), актов насильственного крещения или светских антиеврейских законов. Примеров «отступничества» в сторону иудаизма в письменных памятниках вплоть до конца XV века также неизвестно. Однако выпады против евреев в памятниках книжности подготовили антиеврейскую почву для общества.
Согласно «Житию Феодосия Печерского» (около 1080 года), основатель Киево-Печерского монастыря тайно по ночам посещал евреев и устраивал с ними богословские споры.
Первое надёжно засвидетельствованное изгнание некрещёных евреев из восточнославянских земель произошло в Литовском государстве в 1495 года и продолжалось около двух лет.
Известие об изгнании еретиков из Испании, в том числе новообращённых из евреев, «conversos», искренности которых не верила инквизиция, быстро достигло восточнославянских земель и проявилось в Новгороде в 1490 году, однако какие-либо восточнославянские ссылки на масштабное изгнание иберийских евреев двумя годами позже неизвестны.
В Московской Руси на церковных соборах 1488 и 1490 и др. годов состоялось осуждение так называемой «ереси жидовствующих». Большинство «еретиков» были церковными реформаторами различных воззрений, но противники обвиняли их в «жидовстве». Оппозиционеры получили влияние в столице. К «жидовствующим» примыкала московская интеллектуальная элита. Её вождем в Москве стал посетивший Западную Европу дипломат и писатель дьяк Фёдор Васильевич Курицын. Однако в итоге великий князь Иван III сделал свой выбор в пользу консервативного духовенства и санкционировал преследования «еретиков». Фёдор Курицын умер накануне репрессий, около 1500 года. Его брат, дьяк Иван Васильевич Курицын-Волк казнён через сожжение вместе с другими «еретиками» в 1503 году.
Евреи в антиеретических текстах воспринимались как «архиеретики», однако на практике и в богословских памятниках иных направлений они рассматривались как более приемлемые, и им более охотно позволялось жить рядом, чем еретикам. В ряде случаев еретики осуждались за то, что они сходны с иудеями, тогда как как реальные евреи были более желательны, чем еретики. Эта ситуация имела поддержку в высоком богословии, поскольку считалось, что Израиль со временем спасётся, подтвердив христианскую «истину».
В 1484—1500 годах Иван III вёл переписку с Захарией де Гвизольфи, князем Таманским, которого великий князь и его приближенные считали евреем; ряд современных историков отрицают еврейство Захарии. Эта переписка вызвала беспокойство церкви. В послании инока Саввы боярину Дмитрию Шеину, бывшему одним из царских гонцов к Захарии автор умоляет боярина проявит осторожность и «отложить от сердца» все слова «жидовина», чтобы не повторить участь новгородских попов, «учение жидовское приимших». В 1490 году Иваном III ко двору для лечения его сына был приглашён «лекарь-жидовин Леон из Венеции», поручившийся, что сможет излечить больного; однако сын умер, и врача казнили.
В эпоху Ивана III время стереотипы европейского Возрождения в отношении евреев ещё не получили широкой известности на Руси. Однако у Ивана IV впервые наблюдается отношение к евреям, которое превосходило фантасмагорическое или «химерическое».
Поездки евреев в Московскую Русь происходили при сыне Василии III. Иван Грозный запретил любое пребывание евреев в стране и следил за соблюдением этого запрета. Несмотря распространённую в то время уверенность, что изгнание евреев произошло только при Иване IV, однако участник посольства в Европу Дмитрий Герасимов, бывший переводчиком и учеником Максима Грека, в 1525 году сообщал итальянскому учёному Паоло Джовио, что больше всего московиты ненавидят «еврейское племя» — хотя и могут всего лишь вспоминать его — и не впускают евреев в свои границы, почитая их вредными и самыми худшими из людей, недавно даже подучившими турок отливать «пушки из меди»; это известие подтверждает распространение на Руси XVI века антиеврейских слухов нового типа. Упадок мирской благосклонности по отношению к евреям в Московской Руси произошёл, вероятно, в первой четверти XVI века, в чём сыграла роль пропаганда против «жидовствующих», начатая после вынесенного Василием III приговора, а также последовательный приток новых антиеврейских мифов.
В 1540-х годах Максим Грек дал письменное наставление молодому Ивану IV, а в 1553 году они встретились. Царь просил, чтобы учёность Максима была направлена против «ереси».
Несколько источников сообщают, что в середине XVI века некрещёных евреев не допускали в пределы Московской Руси, однако известны надежные свидетельства некоторого их присутствия. В 1545 году были сожжены товары еврейских купцов из Литовского государства, которые приехали в Москву. В 1550 году польский король Сигизмунд II Август напомнил царю, что предшественники последнего свободно пускали всех купцов его страны, как христиан, так и евреев, Иван ответил с намёком на «ересь жидовствующих» и лекаря Леона: «жиды… людей от крестьянства [христианства] отводили и отравныя зелья в наше государство привозили… И ты бы, брат наш, вперед о жидах нам не писал!».
Существование запрета подтверждено в известии о московском восточном посольстве 1558 года. Принимавший в нём участие смоленский купец Василий Позняков на вопрос, заданный александрийским патриархом: «Есть ли в вашей земли, в государстве царьстве иноверных — жидове, и бусормане, ерѣтицы, и ковти, и арьмены, и протчая ихъ проклятая вера — ересь?» ответил: «Никако, владыко. У нашего государя в царьстве жилища имъ нетъ. Жидомъ государь и торговать нѣ велитъ впускать во свою землю». Тогда патриарх встал с престола и сотворил молитву за государя, «что отогнали прѣбеззаконных жидовъ, аки волковъ, от стада Христова», и заплакал, рассказав «стязательную» историю, как коварный «врачь-жидовин» пришёл в Египет с целью отравить патриарха и «всех християнъ погубити».
Евреи польско-литовских городов и крепостей, завоеванных русскими в ходе Ливонской войны, подвергались пленению и истреблению. Стрельцы сжигали их заживо, вешали или топили тех, кто отказался креститься вместе с детьми. Так, в 1563 года после взятия Полоцка по приказу Ивана IV было утоплено около 300 человек. Согласившиеся принять крещение уводились в плен и становились крепостными. В документе от 1576 года владелец деревни Починок Кашинского уезда отписывая Троице-Сергиеву монастырю деревню, отмечая, что люди «жидовского живота» и угодья остаются в его собственности.
В 1564 году Иван IV характеризовал боярское окружение, которое получило власть в его детство, как «сонмище иудейское», в чём отражена византийская гомилетика и пасхальная гимнология Иоанна Златоуста: «идеже блудница предстоить, блудилище есть мѣсто то, пачеже не блудилище и позорище есть сънмище жидовское, но и вертепъ разбоиником и обиталище звѣремъ»; согласно Леонтию Константинопольскому: «о сънмице крьвемъ радующи ясе, добрѣ бо те соломонь пиявицу нар(е)че, яко туждиихь крьвеи сьсателницу». В 1570 году в ходе прения с лютеранином Яном Рокитой Иван Грозный рассматривал Десятисловие в качестве свода основных иудейских правил и обвинял оппонентов: «Не подобаетъ истинным христианом евангельское учение претекати, во 2 законе полагати, еже есть отступление бедно, и со иудеи Христа распинати начинати». Такая же характеристика нередко давалась и другими православными того времени. Обвинение в почитании десяти заповедей было одним из основных в отношении «жидовскаа мудрствующих». Идея о «жидовстве» присутствовала при обсуждении верований протестантов и католиков.
После смерти Ивана Грозного в 1584 году запрет на въезд в страну евреев стал соблюдаться менее строго.
В Литовском государстве ситуация стала меняться со второй половины XVI века в условиях усиления взаимообогащения польских и восточных течений в Речи Посполитой, что последовало за идеями Возрождения, Реформации и Контрреформации; этот процесс окончился только в XVII веке. После Люблинской унии 1569 года между более крупная еврейская колонизация Рутении существенно изменила иудейско-христианские отношения.
Антиеврейские настроения церкви Московской Руси усилились в начале XVII века в связи с распространением слухов, что в составе свиты Лжедмитрия I, кроме многочисленных поляков, состояло несколько евреев, а Лжедмитрий II по слухам был выкрестом из евреев, ранее жил в Шклове под именем Богданко и был учителем.
С воцарением династии Романовых в 1613 году запреты на въезд в Россию иностранцев, в особенности евреев, были подтверждены. Однако в 1635 году царь Михаил Фёдорович издал указ, в котором евреям разрешалось постоянное жительство в стране. Указ был приложен к Поляновскому миру с Польшей, предписывавшему отпустить из Сибири пленников, в том числе евреев, кто желал вернуться на родину. Согласно указу, крестившиеся в православие поляки и евреи, если пожелают, могли остаться в России, это же касается и не крестившихся, а местные власти обязывались им «прибавить хлеба и денег». Тем не менее, когда в 1637 году польский король Владислав IV обратился к Михаилу Фёдоровичу с просьбой разрешить въезд в Москву по торговым делам королевскому фактору Аарону Марковичу из Вильно, царь потребовал, чтобы король послал католика, а не «жидовина», «коих никогда в России не бывало».
Несколько более терпимо относилась к евреям православная церковь в Литовском государстве, объединившемся с Польшей в XVI веке. Однако в XVII—XVIII веках большое число представителей низового православного клира принимало участие в избиении евреев казачьим войском Богдана Хмельницкого, гайдамаками. Антипольские восстания под предводительством Богдана Хмельницкого сопровождались почти полным истреблением местных евреев.
Русско-польские войны 1632—1634 годов и 1654—1667 годов также принесли евреям плен и гибель. В 1655 году русский военачальник, захватив Могилёв, приказал отказавшимся креститься евреям покинуть город, им обещали предоставить проводников на польскую сторону. Однако после выходы из города евреев перебили стрельцы. В ходе войн большое число евреев оказалось в плену. Большинство было расселено в Поволжье, на Урале и в Сибири. Во время войн с Польшей евреи, оказавшиеся в плену, подвергались насильственному крещению и нередко постригались в монахи. Некоторые из них стали известными, в особенности мастера-иконописцы. В последней трети XVII века известность получил живописец Грановитой палаты Кремля Иван Башмаков, который в детстве был отобран у еврейских родителей. Еврейским происхождением обладал художник Василий Познанский. Патриарх Никон сообщал царю Алексею Михайловичу (1671) о двух послушниках Воскресенского монастыря, которые, по его словам, вернулись в «жидовство» и «совратили» в еврейство молодых монахов.

## Химерический антисемитизм
По мнению историка Михаила Дмитриева и ряда других учёных, богословский антиудаизм и этническая иудеофобия привели на христианском Западе к таким формам антисемитизма, какие не были знакомы христианскому Востоку. По его мнению, средневековый опыт иудео-христианских отношений в таких странах, как Византия, православная часть Балкан, Украина, Белоруссия и Россия, свидетельствует о глубокой асимметрии между двумя историческими традициями отношения к евреям. Согласно Дмитриеву, объяснение происхождения западноевропейского химерического антисемитизма может быть найдено в сравнении истории отношений иудеев и христиан на западе и востоке Европы.
Гэвин Ленгмюр и А. Гау и другие историки исходили из представления об отсутствии существенных различий в отношении к иудаизму и евреям на Западе и на Востоке христианского мира. По мнению историка Владимира Петрухина, представление, что химерический антисемитизм, включающий кровавые наветы и т. п., составлял существо средневекового антисемитизма только в западном христианстве, тогда как в восточнохристианском мире ситуация ограничивалась «антииудаизмом», нуждается в коррективах. Учёный приводит примеры кровавых наветов и отмечает, что Джон Клир, возводивший распространение кровавого навета в русском православном мире к началу XVIII века, не принял во внимание сюжет «Слова» о Евстратии Постнике. Согласно житию блаженного Евстратия Печерского, весной 1097 года в Херсонесе еврейский купец купил у половцев группу захваченных ими близ Киева пленников, среди которых был монах Киево-Печерской лавры Евстратий, который вскоре умер в плену, согласно житию — убит хозяином за нежелание отказаться от Христа. Житийная легенда о казни Евстратия иудеем ряд учёных рассматривает как первый случай кровавого навета на евреев на Руси.
Филолог Александр Панченко и историк Владимир Петрухин отмечают параллели между легендами о Евстратии и Вильяме Норвичском. Вильям был христианским мальчиком, убитым в Англии 1144 года. После его гибели появился слух, что он был убит евреями с ритуальной целью. Длительное время Вильям почитался в качестве местночтимого святого. Учёные связывают эти две легенды, возникшие в одно время на противоположных полюсах христианского мира, с религиозными настроениями периода первых крестовых походов с их акцентом на распятии Христа и антиеврейской идеологией.
Первый известный на Руси еврейский погром произошёл в ходе Киевского восстания 1113 года, когда после смерти князя Святополка Изяславича киевляне призвали на киевское княжение Владимира Мономаха. Петрухин считает, что еврейский погром был связан с кровавыми наветами на евреев, в частности, с легендой о Евстратии Печерском. По мнению Петрухина, распространённые в настоящее время представления о покровительстве Святополка ростовщикам как причине погрома основаны на «реконструкции» Василия Татищева, который использовал для этого известную ему ситуацию в Речи Посполитой XVII века.
Одно из первых обвинений по кровавому навету у восточных славян, в смешанной католико-православной среде в Подляшье, относится к 1564 году. Кровавый навет как элемент антииудейской полемики может быть сопоставлен с переосмыслением сюжета о Евстратии Постнике Густынской летописи XVII века из Юго-Западной Руси. Сюжет рассматривается в качестве сбывшегося пророчества о Крестовом походе 1096 года: «заходные царие и князи идеже обретоша Жидовъ, убиваху их, нудяще креститися. И много тогда Жидовъ погибе, якоже им преподобный Евстаратий мученикъ прорече, егда от нихъ распятъ бысть».